# NOW + 4EVA
NOW + 4EVA è il quinto album discografico in studio del gruppo musicale australiano Architecture in Helsinki, pubblicato nel marzo 2014.

## Tracce
1. In the Future – 3:00
2. When You Walk in the Room – 2:55
3. I Might Survive – 4:06
4. Dream a Little Crazy – 3:04
5. Boom (4EVA) – 3:21
6. U Tell Me – 3:09
7. Echo – 3:07
8. Born to Convince You – 3:50
9. 2 Time – 3:44
10. April – 3:29
11. Before Tomorrow – 2:51